# توماس ستراكوشا
توماس ستراكوشا (بالألبانية: Thomas Strakosha‏) (مواليد 19 مارس 1995 في أثينا، اليونان - ) هو لاعب كرة قدم ألباني وُلد في اليونان، يلعب مع نادي برينتفورد في الدوري الإنجليزي الممتاز و‌منتخب ألبانيا لكرة القدم في مركز حراسة المرمى.

## وصلات خارجية
توماس ستراكوشا على موقع الاتحاد الدولي (مؤرشف)  (الإنجليزية)
- توماس ستراكوشا على موقع الاتحاد الأوربي (الإنجليزية)
- توماس ستراكوشا على موقع إي إس بي إن إف سي (الإنجليزية)
- توماس ستراكوشا على موقع قاعدة بيانات كرة القدم.إي يو (الإنجليزية)
- توماس ستراكوشا على موقع ناشيونال فوتبول تيمز (الإنجليزية)
- توماس ستراكوشا على موقع Soccerbase.com (لاعب) (الإنجليزية)
- توماس ستراكوشا على موقع Soccerway.com (الإنجليزية)
- توماس ستراكوشا على موقع عالم كرة القدم.نت (الإنجليزية)
- توماس ستراكوشا على موقع AS.com (الإسبانية)